# Ležák (řeka)
Ležák, na horním toku nazývaný Holetínka, je říčka protékající okresem Chrudim v Pardubickém kraji ve východních Čechách. Je dlouhá 31,0 km. Plocha povodí měří 110,1 km².

## Průběh toku
Holetínka pramení v Horním Holetíně na náhorní plošině Železných hor, v nadmořské výšce 606 m, asi 3 km severně od Hlinska. Od Řestok se nazývá Ležák. Pod Žumberkem a Kočičím hrádkem protéká hlubokým údolím směrem k Bítovanům. Ústí zleva do řeky Novohradky severně od Hrochova Týnce v nadmořské výšce 236 m.

### Větší přítoky
- Babákovský potok, zleva, ř. km 26,1[3]
- Dřevešský potok, zprava, ř. km 24,1[4]
- Bystřička, zleva, ř. km 23,7[5]
- Havlovický potok, zprava, ř. km 21,5[6]
- Oběšinka, zleva, ř. km 19,4[7]
- Bratroňovský potok, zleva, ř. km 16,4[7]
- Kvítecký potok, zleva, ř. km 15,8[8]
- Bítovanka, zprava, ř. km 11,1[9]

## Vodní režim
Průměrný průtok u ústí činí 0,59 m³/s.
Hlásný profil:
| místo    | říční km | plocha povodí | průměrný průtok (Qa) | stoletá voda (Q100) |
| -------- | -------- | ------------- | -------------------- | ------------------- |
| Bítovany | 11,7     | 75,85 km²     | 0,56 m³/s            | 39,4 m³/s           |

N-leté průtoky v Bítovanech:
| N-leté průtoky | Q1   | Q5   | Q10  | Q50  | Q100 |
| -------------- | ---- | ---- | ---- | ---- | ---- |
| Q [m³/s]       | 6,48 | 15,1 | 19,7 | 32,8 | 39,4 |

## Mlýny
Mlýny jsou seřazeny po směru toku řeky.
- Švandův mlýn v Ležákách
- Horní mlýn – Žumberk, okres Chrudim, kulturní památka